# Джордан Слоун
Джордан Слоун (3 серпня 1993) — ірландський плавець. Учасник Чемпіонату світу з водних видів спорту 2017, де на дистанції 100 метрів вільним стилем посів 36-те місце і не потрапив до півфіналів.